# Kris Kohls
Kris Kohls (Bakersfield, 19 maggio 1972) è un batterista statunitense.
Attualmente è il batterista degli Adema, di cui fa parte dal 1999. Inoltre può vantare varie collaborazioni con artisti come Tracii Guns e Nikki Sixx.

## Biografia
La sua carriera cominciò nel 1999, quando entrò a far parte degli Adema, gruppo musicale nu metal che ebbe origine nel 1998. Egli ha partecipato alla produzione di tutti gli album della band, e ne è uno dei membri originari. È un grande credente in Cristo.

## Discografia

### Con gli Adema
- Adema (2001)
- Unstable (2003)
- Planets (2005)
- Kill the Headlights (2007)

### Con i Brides of Destruction
- Here Come the Brides (2004)

### Con i Cradle of Thorns
- Remember It Day (1990)
- Feed-Us (1994)
- Download This (1996)

### Con i Videodrone
- Videodrone (1999)

### Da solista
- Don't Try Rock and Roll (2011)